# Monitorização ambiental
Em Avaliação de Impacto Ambiental, a monitorização consiste na recolha de dados ambientais e da atividade, quer anteriores (Monitorização da situação inicial), quer posteriores à implementação da atividade (monitorização de conformidade e de impactos).
Em toxicologia, monitorização ambiental é a avaliação à exposição externa dos trabalhadores a agentes xenobióticos. Foi definido pela Comissão da Comunidade Européia (CCE), Occupational Safety and Helth Administration (OSHA) e o National Institute for Occupational Safety and Health (NIOSH) como uma atividade sistemática, contínua ou repetitiva, relacionada à saúde e desenvolvida para implantar medidas corretivas sempre que se façam necessárias.